# Karl Friedrich Droste zu Senden
Karl Friedrich Droste zu Senden (* 1750; † 1800) war ein römisch-katholischer Geistlicher und Domherr in Münster.

## Leben
Karl Friedrich Droste zu Senden entstammte dem westfälischen Adelsgeschlecht Droste zu Senden. Er war der Sohn des Franz Moritz Arnold Droste zu Senden und dessen Gemahlin Mechthild Eleonora von Ledebur zu Wichel und Perutz. Sein Bruder Clemens August war Domherr in Münster. Sein Onkel Christoph Balduin von Ledebur zu Wichel und Perutz war ebenfalls Domherr in Münster. Karl Friedrich studierte an der Georg-August-Universität Göttingen. Er heiratete Theresia von Twickel zu Havixbeck, Tochter des Clemens August von Twickel und entschied sich nach dem Tod seiner Frau im Jahre 1789 für den geistlichen Beruf. Die durch den Tod seines Onkels Christoph frei gewordene münstersche Dompräbende wurde ihm auf seine Bitte hin vom Kurfürsten Maximilian Franz übertragen. Am 23. März 1789 wurde er aufgeschworen. Karl Friedrich war Subdiakon.